# Troilo y Crésida
Troilo y Crésida es una obra considerada "comedia de conflicto" cuyo autor fue William Shakespeare. Se cree que fue escrita en torno a 1602, poco después de terminar Hamlet. Se publicó en cuarto en dos ediciones separadas, ambas de 1609. No se sabe si la obra se representó alguna vez en su propia época, porque las dos ediciones se contradicen: una de ellas anuncia en su portada que la obra se representó recientemente en el escenario; la otra sostiene en su prefacio que es una obra nueva que nunca se ha representado.
Esta obra fue escrita para un público con conocimientos de mitos griegos y troyanos y en particular de la guerra de Troya.
La obra es considerada una aberración por muchos. La edición en cuarto la titula una obra histórica con el título The Famous Historie of Troylus and Cresseid (La famosa historia de Troilo y Crésida), pero el First Folio la clasifica entre las tragedias, con el título The Tragedie of Troylus and Cressida (La tragedia de Troilo y Crésida). La confusión se agrava por el hecho de que en la impresión original del First Folio, las páginas de la obra no están numeradas, y el título ha sido obviamente metido apretadamente en el índice de contenidos. Basándose en esta evidencia, los eruditos consideran que fue una adición muy tardía al Folio, y por lo tanto que se añadió donde había hueco. Es una obra amarga, difícilmente clasificable hasta para los primeros editores de Shakespeare. La obra no es una tragedia convencional, puesto que su protagonista no muere, pero acaba con una nota muy sombría, con la muerte del noble troyano Héctor y la destrucción del amor entre Troilo y Crésida. A lo largo de la obra, el tono oscila salvajemente entre la comedia subida de tono y una triste melancolía, y a veces es difícil entender cómo debe reaccionarse ante los personajes.

## Fecha y publicación

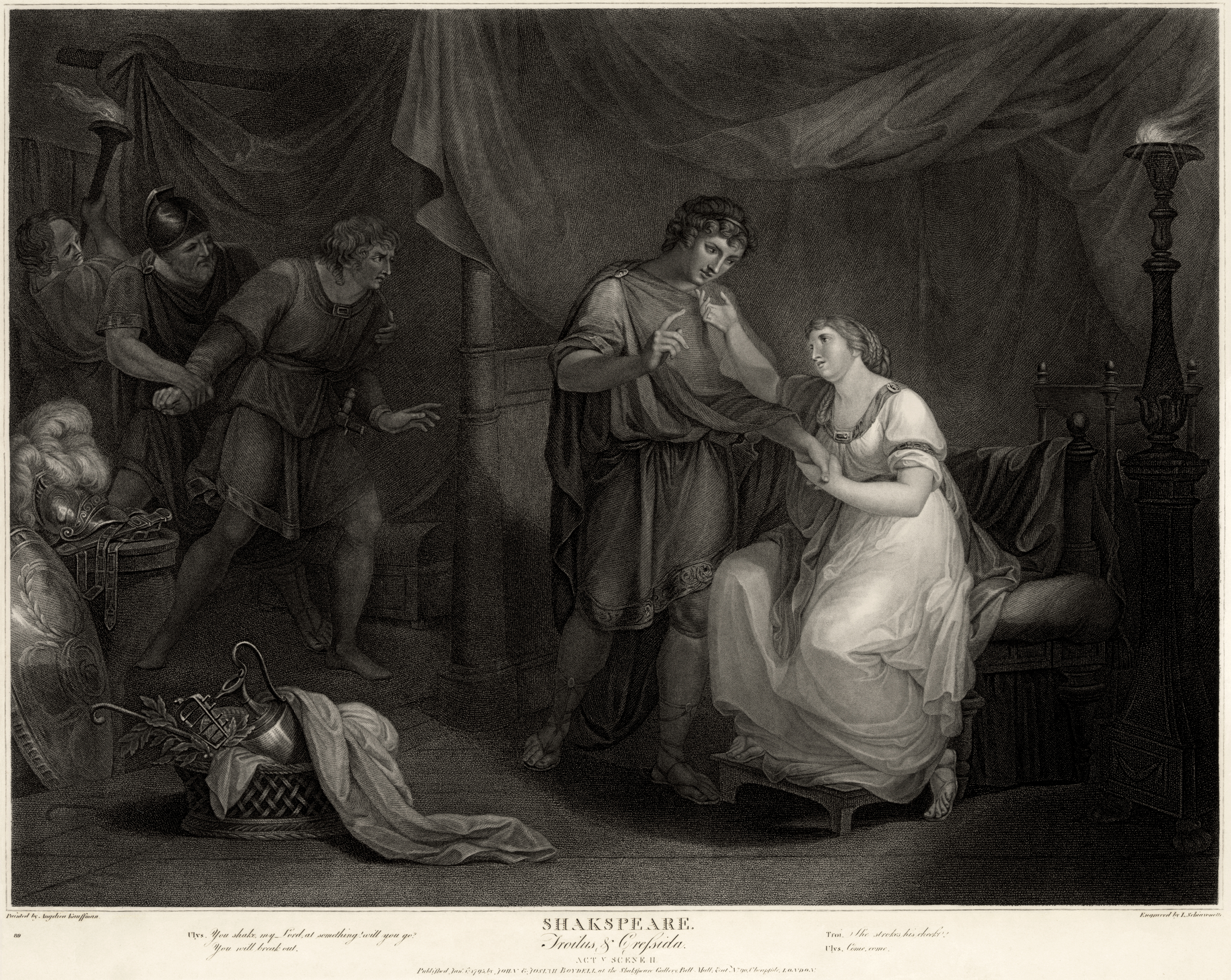
Troilo y Crésida, Acto V, Escena II. (1795) Grabado de Luigi Schiavonetti basado en una pintura de 1789 de la artista Angelica Kauffmann, y realizado para la ilustración de una versión de Troilo y Crésida publicada por la Galería Boydell Shakespeare.

La obra ingresó en el Stationers' Register (una forma primitiva de copyright para obras impresas) el 7 de febrero de 1603 por obra del librero e impresor llamado James Roberts, con una mención a que fue representada por los hombres del Lord Chambelán, la compañía de Shakespeare. Sin embargo, no le siguió ninguna publicación, hasta 1609; los stationers ("papeleros") Richard Bonian y Henry Walley la volvieron a registrar el 28 de enero de 1609, y más tarde ese año se publicó el primer quarto, pero en dos "formas". La primera dice que la obra fue "interpretada por los servidores de su Majestad el Rey en el Globo"; la segunda versión omite la mención al Teatro Globo e incluye una larga carta de presentación en la que sostiene que Troilo y Crésida es "una obra nueva, nunca antes representada en escena..."
Algunos estudiosos (como Georg Brandes, el erudito shakesperiano danés de finales del siglo XIX) han intentado reconciliar estas afirmaciones contradictorias argumentando que la obra se compuso originalmente alrededor de 1600-02, pero que fue revisada en profundidad poco antes de su edición de 1609. 
Troilo y Crésida destaca por su naturaleza amargada y cáustica, parecida a las obras que Shakespeare estaba escribiendo en el periodo 1605-1608, El rey Lear, Coriolano, y Timón de Atenas. Se cree que se escribió brevemente después de Hamlet, siendo casi seguro que desarrolló al mismo tiempo que Timón de Atenas, que también trata un tema griego clásico, creyéndose que en esa época Shakespeare debía estar sufriendo una depresión.
Desde este punto de vista, la versión original de la obra es más una comedia romántica del tipo que Shakespeare escribió hacia 1600, por ejemplo Como gustéis y Noche de Reyes, mientras que la última revisión incluyó el material más oscuro– dejando como resultado un revoltijo híbrido de tonos e intenciones.

## Reputación
En Troilo y Crésida Shakespeare parece contemplar satíricamente aquel mundo griego considerado heroico. Está considerada por algunos como una de las obras problemáticas de Shakespeare, en particular por su decepcionante último acto. Otros consideran que es una pieza experimental que intenta romper las convenciones del género, y cuyos desconcertantes personajes pueden compararse con los de Hamlet. Johann Wolfgang Goethe consideró la obra "la imaginación de Shakespeare en su versión más libre".
La naturaleza intrigante y sorprendente de la obra ha implicado que Troilo y Crésida no haya sido muy popular en los escenarios y no se conserva rastro documental de ninguna interpretación entre 1734 y 1898. En la Restauración, fue condenada por John Dryden, quien la llamó "montón de disparates" y la reescribió. Fue también condenada por los victorianos por sus referencias sexuales explícitas. No se representó en su forma original hasta los comienzos del siglo XX, pero desde entonces, se ha convertido en una obra crecientemente popular debido a su cínica representación de la inmoralidad y desilusión de la gente, en particular después de la Primera Guerra Mundial. Su popularidad alcanzó el punto álgido en la década de 1960 cuando se incrementó exponencialmente el descontento público con la guerra de Vietnam. Los temas principales de la obra (una guerra de larga duración, la cínica ruptura de los votos hechos públicamente, y la falta de moralidad de Crésida y los griegos) resonaban fuertemente entre el público descontento. Se realizaron entonces numerosas representaciones de esta obra que enfatizaba el abismo entre los ideales y la cruda realidad.

## Sinopsis
La obra se ambienta en la guerra de Troya, y esencialmente tiene dos tramas. En una Troilo, príncipe troyano, el hijo más joven del rey Príamo, corteja a Crésida, la hija de un sacerdote troyano, que se ha pasado al bando enemigo. Troilo arde de amor por Crésida, quien no lo rechaza, y mantienen relaciones sexuales. Se juran amor eterno, pero las cosas ocurren de forma distinta a lo que ellos planearon. Antenor, un líder del ejército troyano, es apresado por los griegos. Calcas, el desconsiderado padre de Crésida, propone a Agamenón cambiar a Antenor por Crésida. Los troyanos acceden al cambio y Crésida deja la ciudad de Príamo prometiendo permanecer fiel a Troilo.
Pero en el campo griego Diomedes, uno de los líderes del ejército griego, conquista a Crésida con éxito, quien se entrega a él voluntariamente. Troilo, que ha intentado visitarla en el campamento aqueo, la ve con Diomedes y la considera una prostituta. Al ver la infidelidad de su amada, se asegura de que la próxima lucha contra los griegos sea un baño de sangre. También cae en esta lucha su hermano Héctor.
A pesar de que esa es la historia que da el título a la obra, esta trama en realidad ocupa pocas escenas: la mayor parte de la obra se refiere a una intriga entre Néstor y Odiseo para conseguir que el orgulloso Aquiles vuelva a luchar en la batalla por el bando de los griegos.
La obra acaba con una serie de escaramuzas entre ambos lados, y la muerte del héroe troyano Héctor.

## Personajes

### Troyanos
- Príamo, rey de Troya
- Los hijos de Príamo: Casandra (una profetisa), Héctor, Troilo, Paris, Deífobo, Helenus y Margerelon (bastardo)
- Andrómaca, esposa de Héctor
- Eneas, un comandante
- Antenor (mitología), otro comandante
- Calcas, un sacerdote troyano que toma parte por los griegos
- Crésida, la hija de Calcas
- Alejandro, sirviente de Crésida
- Pándaro, tío de Crésida y bufón

### Griegos
- Agamenón, Rey de Micenas y jefe de la expedición
- Aquiles, príncipe
- Áyax, príncipe
- Diomedes, príncipe
- Néstor, sabio y parlanchín príncipe
- Ulises (Odiseo), príncipe
- Menelao, rey de los griegos y líder de la invasión griega
- Helena, esposa de Menelao, viviendo con Paris
- Tersites, un deforme "bufón" escurridizo y de clase baja
- Patroclo, amante de Aquiles

## Temas y tropos
Esta sátira habla de la deslealtad del amor, la superchería del honor y la inutilidad de la guerra, desconociendo toda esperanza.
- Sexo / Guerra

El sexo y la lucha bélica están unidos constantemente en la obra. No es sorprendente, teniendo en cuenta que la historia que da título a la obra gira en torno a las relaciones sexuales en tiempo de guerra, y una guerra que gira en torno a quién tiene derecho a acostarse con Helena:

"¡Y pensar que todo el pretexto es una puta y un cabrón! ¡Bonita querella para luchar los dos partidos rivales y sangrar a muerte! ¡Ahora el seco serpigo caiga sobre semejante pretexto, y que la guerra y la lubricidad los mate a todos!", dice el cínico y enfermo Tersites.

Un frustrado Troilo que lamenta al principio: "No puedo luchar sobre esta discusión/ Es un tema demasiado privado de comida para mi espada" - "espada" es un obvio símbolo fálico. Del mismo modo, la palabra "desarmado" aparece frecuentemente en relación con la lucha, significando también en jerga "perder la erección". Cuando Troilo va a tener relaciones sexuales con Crésida, teme que la experiencia sea tan satisfactoria que "Perderé la distinción en mis gozos; / Como una batalla, cuando ellos cargan / El enemigo en formación." Esta comparación hace que el sexo parezca una actividad sin amor, física, casi brutal.
Se habla de la guerra, de los motivos por los que se entabló, quedando la impresión de que reyes y príncipes solo actúan movidos por su vanidad. Considera Barnard que en esta obra, Shakespeare demuestra que, en su opinión, la guerra no arregla nada: "Sumida en la frivolidad, la vanidad y el espíritu belicoso, la guerra arrasa naciones, devora la dignidad humana, convierte a las mujeres en simples rameras, abate a dos pueblos hasta el acabamiento. En la guerra todos pierden, unos más y otros menos".
- Esperanzas frustradas

Desde el principio de la obra, las expectativas del público se ven constantemente frustradas. A pesar de que el prólogo sostiene que el énfasis de la obra está en la beligerancia, se abre con el postergador Troilo llamando a alguien para que lo "desarme". A pesar de que se llame "Troilo y Crésida", Crésida raramente aparece. A pesar de su ambientación en la guerra de Troya, no hay prácticamente ninguna lucha en los cuatro primeros actos; solo maniobras políticas e insignificantes disputas. Los héroes griegos y troyanos representados son marcadamente diferentes respecto al poema épico homérico. Troilo es un poco como el amante traicionado de Chaucer. Acostumbrados a la filosofía y la comedia llena de juegos de palabras de los primeros cuatro actos, no se espera la batalla tan dura y poco glamurosa del quinto acto.
Esto que el público experimenta se refleja en casi todos los personajes. Agamenón intenta animar a sus desilusionados generales diciéndoles que las esperanzas siempre se ven frustradas: "la amplia proposición que la esperanza hace/en todos los proyectos... /fracasa en la prometida largueza".

## Adaptaciones
La historia ha sido adaptada como ópera, Troilo y Crésida, por William Walton en 1954.
No es una de las obras de Shakespeare frecuentadas por el cine y la televisión, pudiendo citarse tres producciones británicas para la televisión:
- 1981 - Troilus & Cressida de Jonathan Miller.
- 1954 - BBC Sunday Night Theatre: Troilus and Cressida de George Rylands.
- 1966 - Troilus and Cressida de Michael Croft y Bernard Hepton.